# Никарагуа на летних Олимпийских играх 1976
Никарагуа принимала участие в Летних Олимпийских играх 1976 года в Монреале (Канада) в третий раз за свою историю, но не завоевала ни одной медали. Сборная страны состояла из 15 спортсменов (все — мужчины).